# Theotônio dos Santos
Theotônio dos Santos Júnior (Carangola, 11 de noviembre de 1936-Río de Janeiro, 27 de febrero de 2018) fue un sociólogo, político, economista, escritor y profesor universitario brasileño. Fue profesor emérito de la Universidade Federal Fluminense (UFF) y Coordenador de la Cátedra y Red UNESCO-UNU de Economía Global y Desarrollo Sustentable (REGGEN). Es considerado uno de los creadores de la Teoría de la dependencia.

## Biografía y datos académicos
Nació en Carangola, Minas Gerais, en 11 de noviembre de 1936 y fue inscrito oficialmente en 11 de enero de 1937.
Entre 1958 y 1961 se hace bachiller en Sociología y Política y en Administración Pública en la Facultad de Economía de la Universidad Federal de Minas Gerais.
Entre 1960 y 1964 estudia sistemáticamente el marxismo como culminación de sus estudios filosóficos. En Brasilia, en los años 60, inicia con Ruy Mauro Marini, Luis Fernando Victor, Teodoro Lamounier, Albertino Rodríguez, Perseu Abramo y Vânia Bambirra un seminario de lectura de El Capital, que posteriormente se reorganizó en Chile y reunió allí representantes de las más importantes tendencias interpretativas de esta obra crucial de Karl Marx.
Titulado en Sociología y Política en administración pública por la Universidade Federal de Minas Gerais en la que también obtuvo el doctorado en Economía años después, en la década de los 80. Tuvo también la maestría en ciencia política por la Universidad de Brasilia dónde fue profesor en los años 60 y después en la década de los 90.
Fue profesor de la Universidad Nacional Autónoma de México (UNAM), de la Universidad de Norte de Illinois, de la Universidad Estatal de Nueva York, de la Universidade Federal de Minas Gerais, de la Pontifícia Universidade Católica de Minas Gerais, de la Pontifícia Universidade do Rio de Janeiro y del Instituto Bennett de Río de Janeiro.
Theotônio dos Santos fue profesor titular de la Universidade Federal Fluminense (UFF). En el momento de su muerte era Coordinador de la Cátedra y Red UNESCO y Universidad de las Naciones Unidas sobre Economía Global y Desarrollo Sostenible (REGGEN).
Entre los cargos administrativos que ocupó están los de Director del Centro de Estudios Socioeconómicos de la Universidad de Chile (CESO); Director en la División de Postgrado de Economía de la UNAM (México) del departamento de Doctorado del Seminario Permanente sobre Latinoamérica (México); Consejo directivo del Programa de Postgrado en Ciencia Ambiental de la UFF, y Secretario de Asuntos Internacionales del Gobierno del Estado de Río de Janeiro.

## Teoría de la dependencia
Entre sus aportaciones más destacadas está su contribución a la formulación general del concepto de dependencia, la periodización de las diversas fases de la dependencia en la historia de la acumulación capitalista mundial, la conceptualización de las características generales y específicas de las estructuras internas dependientes y la definición de los mecanismos reproductivos de la dependencia. Trabajó también en la teoría de los ciclos económicos.[cita requerida]

## Obra

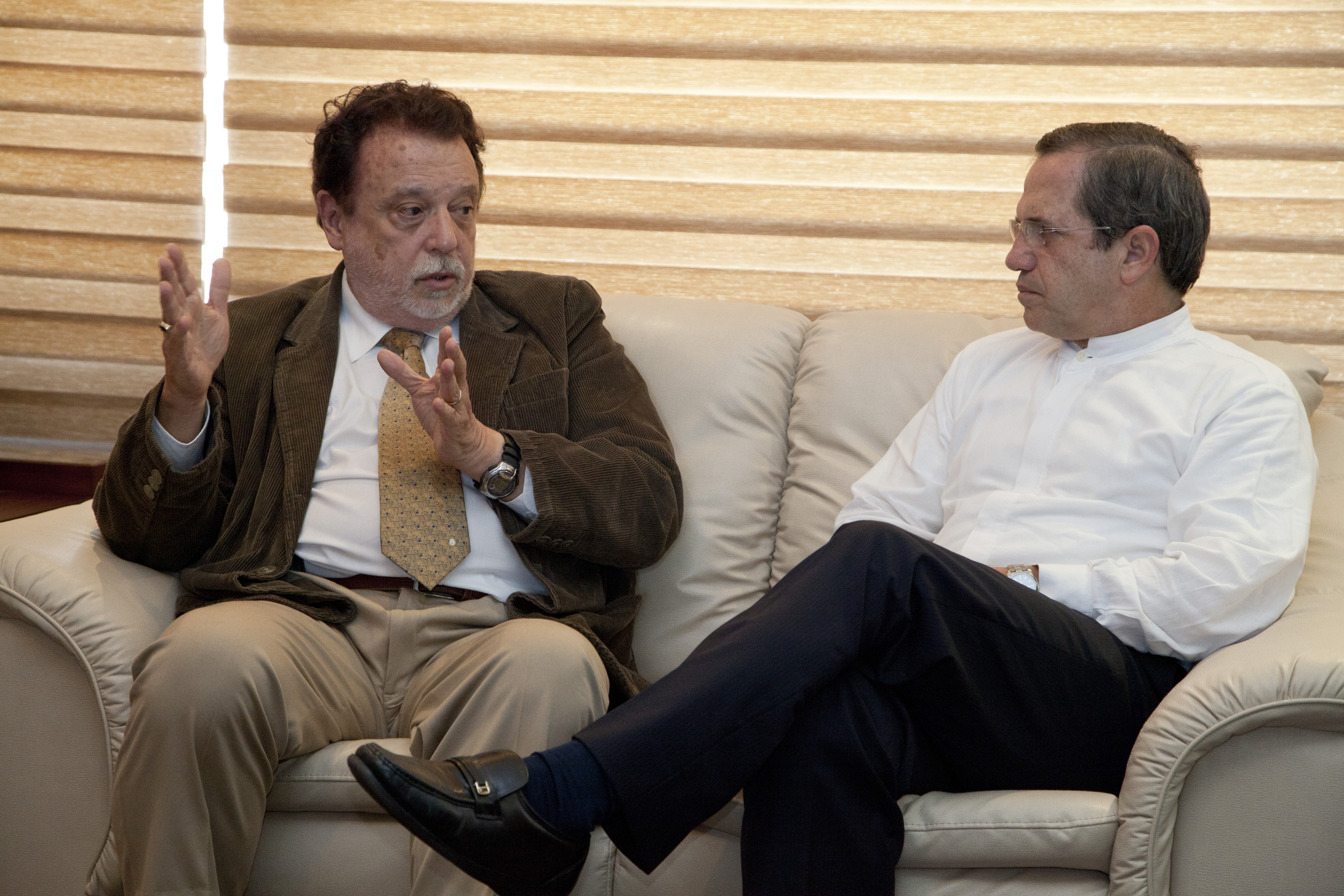
Ricardo Patiño se reunió con el científico social y escritor Theotônio dos Santos.

- “Teoría de la Dependencia: Balance y Perspectivas”, Editora Plaza & Janés.
- O Conceito de Classes Sociais, Ed. Vozes, Brasil, otras ediciones en 5 países latinoamericanos
- Crisis Económica y Crisis Política, mimeo CESO, Chile (1966).
- El Nuevo Carácter de la Dependencia, Chile. 1967
- Socialismo o Fascismo: el dilema latinoamericano (1969).
- Dependencia y Cambio Social. 1972
- Forças Produtivas e Relações de Produção, Ed. Vozes, Brasil.
- Socialismo o Fascismo: El Dilema Latinoamericano y el Nuevo Carácter de la Dependencia, Ed. PLA, Santiago, ediciones en Argentina, México, Italia
- Imperialismo y Dependencia, Ed. Era, México; Tsuge Shogo, Japón, Academia Ciências, China
- Revolução Científico-Técnica e Capitalismo Contemporâneo, Ed. Vozes, Brasil
- Teorias do Capitalismo Contemporâneo, Ed. Vega/Novo Espaço, Brasil. 1983
- Revolução Científico-Técnica e Acumulação de Capital, Ed. Vozes, Brasil.
- Democracia e Socialismo no Capitalismo Dependente, Ed. Vozes, Brasil.
- Economía Mundial, Integração Regional e Desenvolvimento Sustentável, Ed. Vozes, Brasil - publicado también como Economía mundial y la integración latinoamericana, Ed. Plaza y Janés. 2004
- A Teoria da Dependência: Balanço e Perspectivas, Ed. Civilização Brasileira, 2000
- Do terror à esperança - auge e declínio do neoliberalismo, Ed. Idéias e Livros, 2004
- A Evolução Histórica no Brasil da Colônia à Crise da Nova República, Editora Vozes.

## Distinciones
- Doctor honoris causa por la Universidad Nacional Mayor de San Marcos
- Doctor honoris causa por la Universidad Ricardo Palma
- Doctor honoris causa por la Universidad de Buenos Aires
- Doctor honoris causa por la Universidad de Valparaíso (2012)[2]
- Doctor honoris causa por la Benemérita Universidad Autónoma de Puebla
- Comendador de la Ordem do Rio Branco (Brasil)